# Jaufental

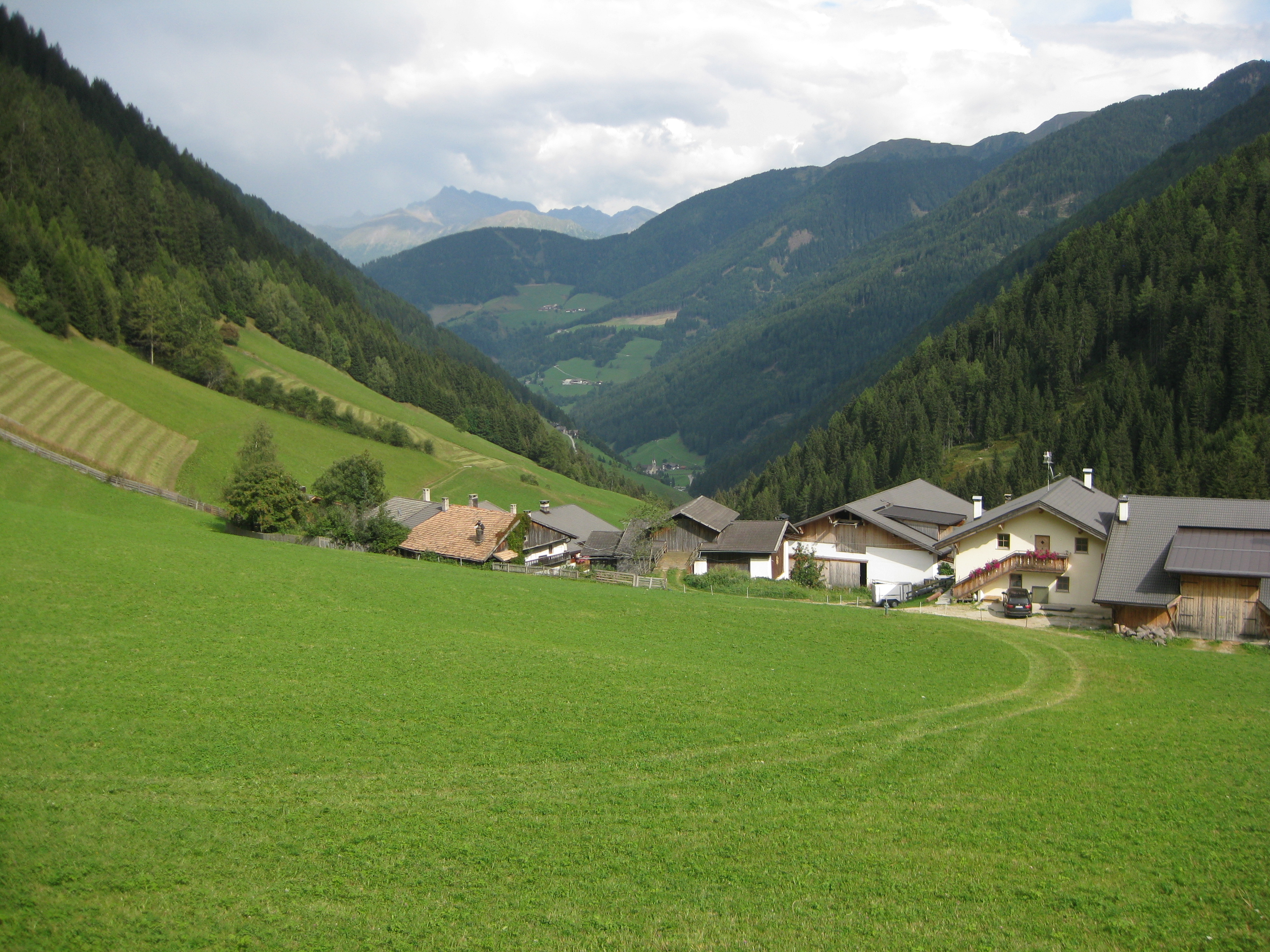
Blick aufs Jaufental

Das Jaufental (italienisch Val di Giovo) ist ein etwa acht Kilometer langes Seitental des Ridnauntals in Südtirol. Es zweigt bereits im Eingangsbereich des Ridnauntals nahe der Stadt Sterzing in südliche Richtung ab und führt später gegen Südwesten bis zum Jaufenpass. Das vom Jaufenbach entwässerte Tal bietet wenigen dörflichen Siedlungen und Weilern Platz, die zusammen die Fraktion Jaufental der Gemeinde Ratschings bilden.
Der Taleingangsbereich ist recht eng und klammähnlich, in den hinteren Abschnitten weitet sich das Jaufental, das erst seit 1959 durch eine Zufahrtsstraße erschlossen ist, deutlich auf. Der das Tal west-nordwestseitig begleitende Bergkamm wird zu den Stubaier Alpen gezählt. Gegen Süden führen mehrere kleinere Seitentäler in die Sarntaler Alpen hinein, die hier unter anderem im Zinseler, Sarner Weißhorn, in der Mittagsspitze und der Jaufenspitze gipfeln.
Der Name Jaufen geht auf das alpenromanische juvu (lateinisch iugum) mit der Bedeutung „Joch“ zurück. Das Tal ist bereits 1314 in einer Steuerliste des Landgerichts Sterzing als „Jauuental“ genannt. Wirtschaftliche Bedeutung hatte in der ersten Hälfte des 20. Jahrhunderts der Talkabbau am Taleingang. Der gewonnene Rohstoff wurde im nahen Sterzing weiterverarbeitet.
Bis 1929 war das Jaufental eine eigenständige Gemeinde, ehe es zusammen mit Mareit, Ridnaun und Telfes der Gemeinde Ratschings zugeschlagen wurde.